# Kvarteto (karetní hra)

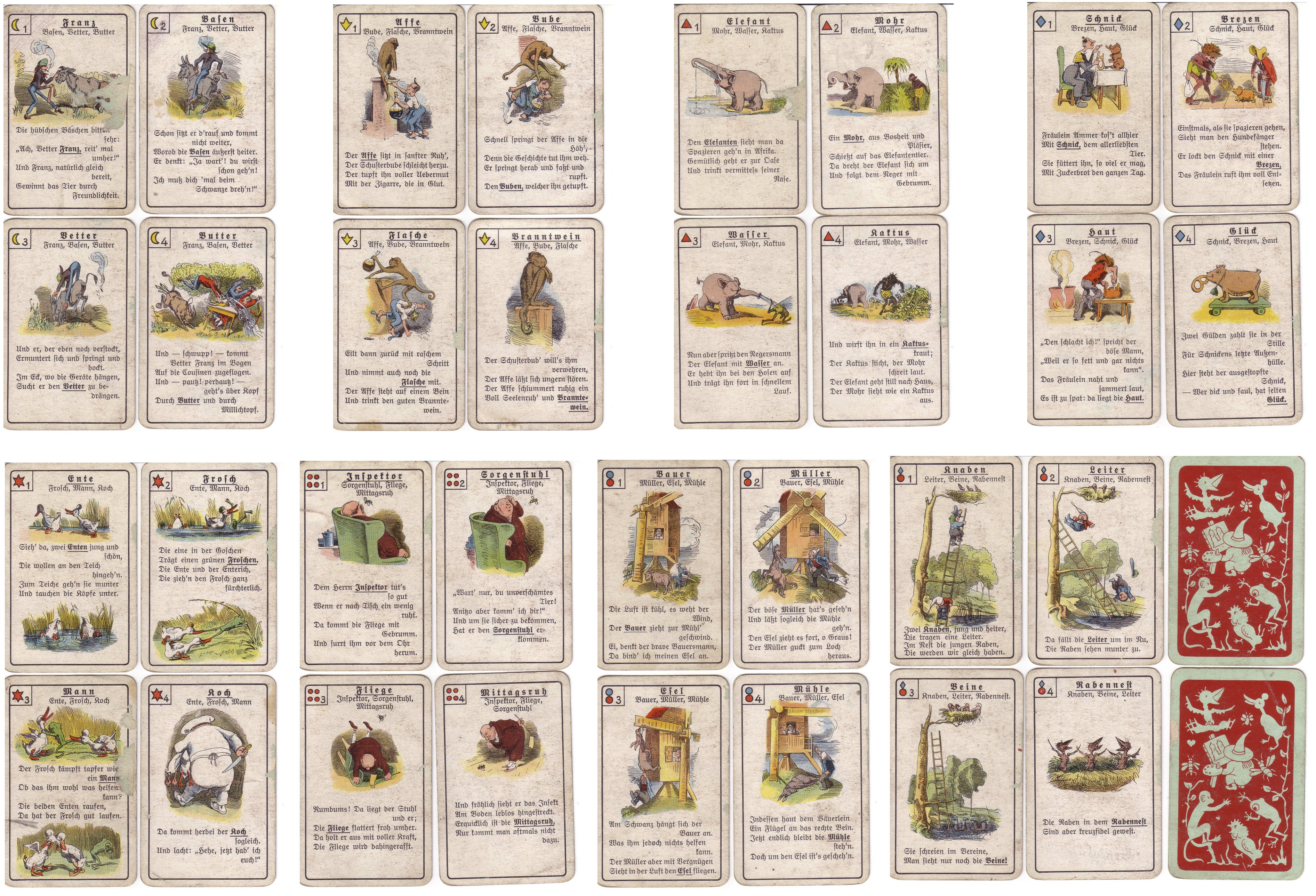
ukázka hracích karet hry kvarteto

Kvarteto je karetní hra, jejímž cílem je shromáždit čtveřici k sobě příslušejících karet.

## Potřeby
Kvarteto se hraje se 32 speciálními kartami, na nichž jsou obrázky, zpravidla tematicky zaměřené. Karty jsou rozděleny do 8 skupin (obvykle označené 1–8) po čtyřech (A–D) tak, aby k sobě obrázky ve čtveřici logicky patřily. Tyto čtveřice jsou označovány jako kvarteta. Na každé kartě jsou uvedeny názvy ostatních karet z daného kvarteta. Některá kvarteta pro děti využívají místo číslic a písmen např. tvary a barvy.

## Pravidla hry
Hry se musí zúčastnit minimálně 3 hráči, kterým jsou pokud možno rovnoměrně rozděleny karty. Začínající vyzve jakéhokoliv jiného hráče, aby mu předal kartu (kterou hráč nevlastní), kterou určí (písmenem, číslem a názvem). Podmínkou je, že sám musí mít aspoň jednu kartu z kvarteta, ke kterému přísluší požadovaná karta. Pokud vyzvaný hráč danou kartu vlastní, musí ji předat tazateli. V opačném případě vyzývaný oznámí, že danou kartu nevlastní. Vyzývaný hráč poté přichází na řadu a začíná se ptát na kvarteta ostatních.
Pokud hráč shromáždí celé kvarteto, pokládá ho a získává bod. Vítězí hráč s nejvyšším počtem bodů.